# Siesta Key (reality show)
Siesta Key é uma série de reality show americano que vai ao ar pelo canal pago MTV. O programa acompanha a vida de oito amigos ricos na região de Siesta Key na Flórida. O produtor Mark Ford de Siesta Key é o mesmo produtor por trás dos sucessos da MTV, The Hills e Laguna Beach: The Real Orange County, frequentemente a série é comparada as antecessoras pela MTV e a mídia em geral. 
A série estreou em 31 de julho de 2017, na MTV.

## Elenco
| Nome                           | Temporadas       | Temporadas       | Temporadas       |
| Nome                           | 1                | 2                | 3                |
| Elenco Principal               | Elenco Principal | Elenco Principal | Elenco Principal |
| ------------------------------ | ---------------- | ---------------- | ---------------- |
| Juliette Porter                | Principal        | Principal        | Principal        |
| Alex Kompothecras              | Principal        | Principal        | Recorrente       |
| Madisson Hausburg              | Principal        | Principal        | Principal        |
| Brandon Gomes                  | Principal        | Principal        | Principal        |
| Kelsey Owens                   | Principal        | Principal        | Principal        |
| Garrett Miller                 | Principal        | Principal        | Principal        |
| Chloe Trautman                 | Principal        | Principal        | Principal        |
| Elenco Recorrente              |                  |                  |                  |
| Amanda Miller                  | Recorrente       | Recorrente       | Recorrente       |
| Carson Wall                    | Recorrente       | Recorrente       | Recorrente       |
| Pauly "Pauly Paul" Apostolides | Recorrente       | Recorrente       | Recorrente       |
| Canvas Brummel                 | Recorrente       | Recorrente       |                  |
| Hannah Starr                   | Recorrente       |                  | Recorrente       |
| Paige Hausburh                 | Recorrente       |                  | Recorrente       |
| Tarik Jenkins                  | Recorrente       |                  |                  |
| Cara Geswelli                  |                  | Recorrente       | Recorrente       |
| Jared Kelderman                |                  | Recorrente       | Recorrente       |
| Alyssa Salerno                 |                  |                  | Recorrente       |
| Robby Hayes                    |                  |                  | Recorrente       |
| Sam Logan                      |                  |                  | Recorrente       |

- Alex Kompothecras

Alex é conhecido por frequentar as melhores festas e seu estilo de playboy. Mas, agora que o gato se formou na faculdade, ele deve se concentrar menos nos prazeres da juventude e mais no seu futuro, que ainda é incerto.
- Brandon Gomes

Brandon é dos melhores amigos de Alex e o mais descontraído do grupo. Assim como seu amigo, ele é um dos galãs do grupo e juntos vão sair com todas as garotas no "Siesta Crazy".
- Chloe Trautman

Chloe sabe tudo sobre todo mundo, especialmente sobre Alex. Ela pode ser sua melhor amiga e sua pior inimiga ao mesmo tempo, mas uma coisa é certa: você não vai querer conhecer seu lado ruim.
- Garrett Miller

O personal trainer Garrett é namorado de Kalsey. Quando Kelsey começa a sair com Alex e seus amigos, o relacionamento sólido deles começa a sofrer rachaduras. Enquanto eles parecem um casal perfeito, um verão e conhecer novas pessoas podem mudar muitas coisas.
- Juliette Porter

Juliette está de volta da faculdade e não quer desperdiçar seu tempo. No verão passado, ela teve uma aventura com Alex, mas não terminou muito bem. Será que eles reavivarão esse romance? Ou o próximo verão acabará com tudo para sempre?
- Kelsey Owens

Kelsey é nova em Siesta Key. Depois que a saúde de sua mãe deu uma reviravolta, a ex-modelo internacional desistiu da passarela para se mudar e cuidar dela. Por causa de sua carreira, ela perdeu a diversão do ensino médio e, neste verão, ela planeja recuperar o tempo perdido.
- Madisson Hausburg

Madisson e Alex  tem uma paixão desde os tempos do colégio. Recém-formada em em engenharia, Madisson procura avançar e começar de novo. Será que ela deixará Alex ir ou sucumbirá aos velhos hábitos?

## Episódios
| Temporada | Temporada | Episódios | Exibição original     | Exibição original    |
| Temporada | Temporada | Episódios | Estreia da temporada  | Final da temporada   |
| --------- | --------- | --------- | --------------------- | -------------------- |
|           | 1.ª       | 18        | 31 de julho de 2017   | 5 de março de 2018   |
|           | 2.ª       | 12        | 22 de janeiro de 2019 | 2 de abril de 2019   |
|           | 3.ª       | 24        | 7 de janeiro de 2020  | 25 de agosto de 2020 |
|           | 4.ª       | TBA       | 12 de maio de 2021    | TBA                  |

## Elenco de dublagem
| Personagem                | Dublador (a)          |
| Principais                | Principais            |
| ------------------------- | --------------------- |
| Alex Kompothecras         | Sérgio Corcetti       |
| Juliette Porter           | Priscila Franco       |
| Kelsey Owens              | Renata Villaça        |
| Madisson Hausburg         | Marina Sirabello      |
| Garrett Miller            | Marcelo Campos        |
| Chloe Trautman            | Leticia Bortoletto    |
| Brandon Gomes             | Thiago Longo          |
| Recorrentes               |                       |
| Amanda                    | Luciana Baroli        |
| Conner, amigo de Garrett  | Vagner Fagundes       |
| Dr. Gary Kompothecras     | Fernando Peron        |
| Debbi Owens               | Isabel de Sá          |
| Michelle Trautman         | Suzete Piloto         |
| Paige, irmã de Madisson   | Lia Mello             |
| Pauly Paul                | Yuri Chesman          |
| Sr. Hausburg              | Carlos Campanile      |
| Sra. Gomes                | Maria Cláudia Cardoso |
| Alex R, amiga de Juliette | Flora Paulita         |
| Crystal                   | Michelle Zampieri     |
| Drew                      | Daniel Figueira       |
| Jack                      | Heitor Assali         |
| Jake                      | Gabriel Ebling        |

| Brasil     | Brasil          |
| ---------- | --------------- |
| Direção    | Wellington Lima |
| Tradução   | Guy Hemke       |
| Estúdio(s) | Unidub          |